# Rías Altas

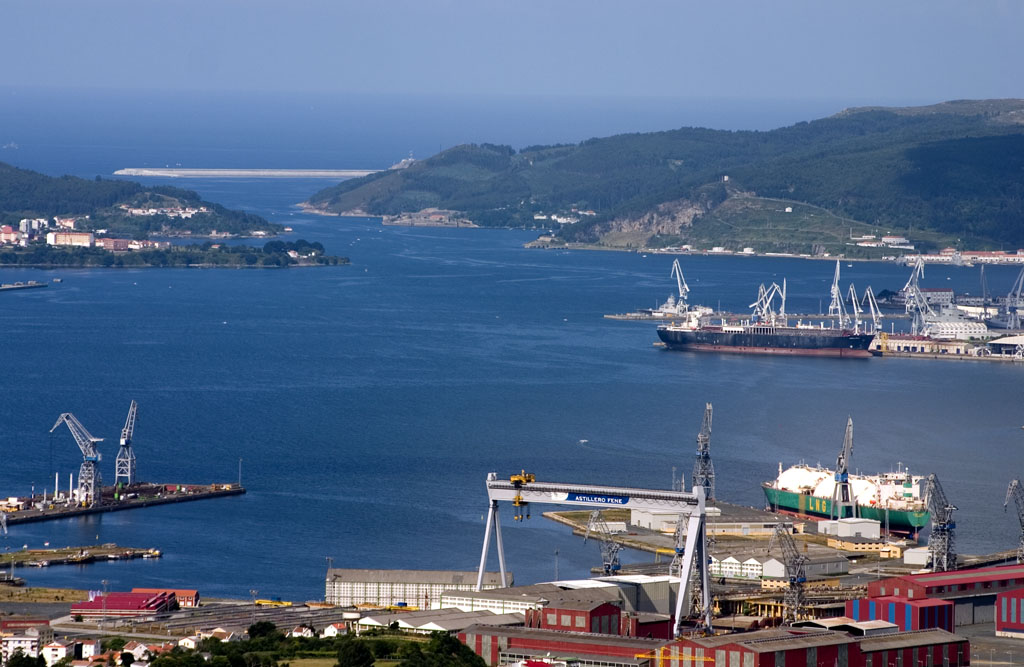
Widok na port w Ferrol

Rías Altas na mapie Galicji

Rías Altas – hiszpański region turystyczny położony w Galicji rozciągający się od portu w Ribadeo aż do Santa Cruz. Pasmo Rías Altas obejmuje także galicyjskie prowincje A Coruña oraz Prowincja Lugo.
Największym miastem w regionie jest Ferrol, ważny port rybny oraz militarny.

## Najważniejsze porty rybne oraz komercyjne
- Ferrol – główny port komercyjny a także ważna baza wojskowa.
- Cedeira – port rybny
- Viveiro – port rybny
- Ribadeo – port rybny

## Najważniejsze miasta
- Ferrol – 80 000 mieszkańców
- Sada – 13 000 mieszkańców
- Ribadeo – 10 000 mieszkańców
- Ortigueira – 8000 mieszkańców, ważny ośrodek turystyczny
- Cariño – 5000 mieszkańców, port komercyjny